# Riego Ribas
Riego Ribas (ca. 1915-Buenos Aires, 23 de mayo de 1966) fue un sindicalista argentino, perteneciente al gremio gráfico, que fue secretario general de la Federación Gráfica Bonaerense y secretario adjunto de la Confederación General del Trabajo (1963-1965).

## Biografía
En 1941 Riego Ribas fue elegido secretario general de la Federación Gráfica Bonaerense (FGB), sindicato creado en 1907. Había sido afiliado al Partido Comunista, pero luego se desafilió y simpatizó con el socialismo, especialmente con el sector al que pertenecía René Stordeur, secretario general de la FGB en el bienio 1940-1941, que en 1937 se separó y fundó el Partido Socialista Obrero.
En 1941 fue uno de los fundadores de la Federación Obrera Gráfica Argentina (FOGA), -renombrada en 1957 como Federación Argentina de Trabajadores de Imprenta (FATI) y luego Federación Argentina de Trabajadores de Imprenta, Diarios y Afines (FATIDA), nombre que posee actualmente-.
Al formarse la corriente sindical peronista, adoptó una postura abiertamente antiperonista, convirtiéndose en uno de los principales referentes sindicales de ese sector. En 1949 perdió las elecciones en la FGB. Luego del bombardeo de la Plaza de Mayo de 1955, con el fin de derrocar al gobierno constitucional de Juan Domingo Perón, publicó junto a otros dirigentes sindicales una solicitada en el diario La Nación criticando al peronismo.
Luego del golpe de Estado que derrocó a Perón, la Federación Gráfica Bonaerense y la FATI fueron asaltadas por "comandos civiles" armados, en el segundo caso liderados por Antonio Aragón y Ulises Barrera, que entregaron de facto el sindicato al grupo de pertenencia de Ribas (Danussi, Marotta, Mucci, Stordeur, etc.), siendo luego intervenido por la dictadura. Convocadas elecciones sindicales para normalizar el sindicato el 23 de enero de 1957, resultó elegido secretario general. Ese mismo año es designado secretario de actas de la FATI, siendo secretario general Luis Danussi.
Entre 1961 y 1963 integró la Comisión Directiva Provisoria de ocho miembros que normalizó la CGT luego su intervención en 1955, junto con Andrés Framini (textiles), Augusto Vandor (metalúrgicos), José Alonso (vestido), Juan Rachini (aguas gaseosas), Arturo Stafolani (La Fraternidad), Francisco Pérez Leirós (municipales) y Manuel Carullas (tranviarios).
El 24 de julio de 1965 fue designado vocal de la Comisión Directiva de la Federación Argentina de Trabajadores de Imprenta. En esos años, junto a René Stordeur y otros dirigentes gráficos, confrontó fuertemente con el sector que lideraba Luis Danussi.
En 1965 renunció a la secretaría adjunta de la CGT, debido a sus discrepancias con el Plan de Lucha de la central contra la política económica del presidente Illia. En 1966 fue elegido nuevamente como secretario adjunto de la CGT, falleciendo de una apoplejía el 23 de mayo de 1966.